# Inicjatywa Polska
Inicjatywa Polska (deutsch Initiative Polen, kurz iPL) ist eine linksliberale politische Partei in Polen und vereint progressistische, feministische und laizistische Strömungen. Sie wurde im Januar 2016 von Barbara Nowacka, einer ehemaligen Mitvorsitzenden der ähnlich ausgerichteten Partei Twój Ruch, zunächst als Vereinigung, 2019 als Partei gegründet.
IPL arbeitet eng mit der Platforma Obywatelska zusammen und zog bei der Parlamentswahl 2019 im Rahmen einer gemeinsamen Wahlliste, welcher unter anderem auch die Parteien Zieloni und Nowoczesna angehörten, mit vier Abgeordneten in den Sejm ein. Bei der polnischen Präsidentschaftswahl 2020 unterstützte sie anfangs Małgorzata Kidawa-Błońska, dann Rafał Trzaskowski (beide PO), welcher schließlich in der Stichwahl an Amtsinhaber Andrzej Duda scheiterte.